# Lucia Albani Avogadro
((Delle lettere di principi) 1 giugno 1560 Giovan Matteo Bembo)
Lucia Albani Avogadro (Bergamo, 1534 – Brescia, 1568) è stata una poetessa italiana.

## Biografia
Nata Lucia Albani a Bergamo verso il 1530, aveva quattro fratelli e due sorelle, ed era figlia di Giovanni Gerolamo Albani - giureconsulto e futuro cardinale - e di Laura Longhi, a sua volta nipote di Abbondio Longhi che fu segretario di Bartolomeo Colleoni. 
Lucia sposò Faustino Avogadro, esponente della nobiltà di Brescia, all'età di sedici anni, firmando l'atto di dotale nel castello di Urgnano di proprietà paterna l'11 settembre 1550, e essendo tra i due un consanguineo di terzo grado fu concessa dispensa da Roma. La giovane si spostò poi nella città del marito: versata nelle lettere, fece parte della bresciana «Accademia degli Occulti» e scrisse delle Rime che furono pubblicate a Venezia nel 1553.  
Subì la drammatica faida della sua famiglia con quella dei Brembati, sfociata poi nell'omicidio di Achille Brembati nel 1563 nella chiesa di santa Maria Maggiore in Bergamo, che portò all'arresto dei fratelli e del padre, e all'esilio del marito a Ferrara, considerato parte del complotto. La giovane seguì il marito nell'esilio ma questi morì improvvisamente nel 1564 cadendo ubriaco da un balcone. Fece ritorno a Brescia, dopo aver traslato il corpo del marito e vi morì di tisi, come la madre, nel 1568.
I suoi sonetti furono apprezzati anche dal  Girolamo Ruscelli che ne pubblicò due sonetti nel suo Rime di diversi eccellenti autori bresciani.
Il Moroni la ritrasse nel famoso dipinto Dama in rosso, conservato alla National Gallery londinese.

## Opere
- Rime di diversi eccellenti Autori Bresciani raccolte, e mandate in luce da Girolamo Ruscelli, tra le quali vi sono le Rime di Veronica Gambara, e di Pietro Barignano ridotte alla vera sincerità loro, Venezia, Pietrasanta, 1553 e 1554, in 8°.